# Zoco de Al-Buzuríe

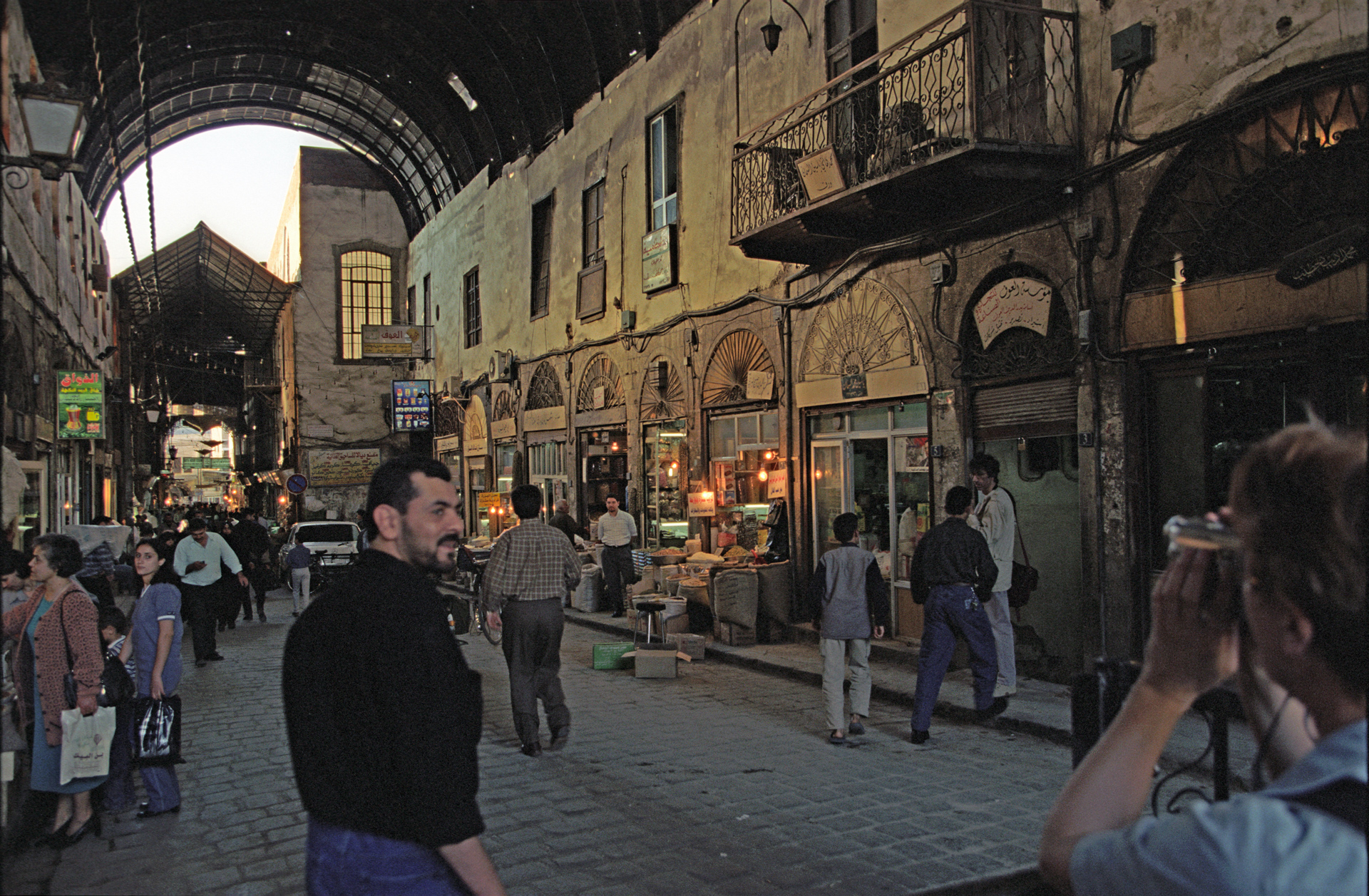
Interior del zoco

El zoco de Al-Buzuríe (en árabe: سُوقُ ٱلْبُزُورِيَّةِ‎, romanizado: Sūq al-Buzūrīyah) es un bazar histórico ubicado al sur de la Mezquita de los Omeyas, en el Damasco Antiguo, siendo uno de los más importantes de la capital siria. El zoco está especializado en la venta de especias, entre otros muchos productos y es famoso por los numerosos khans históricos que se encuentran a lo largo de él, incluido el khan de Asʿad Pasha. En su extremo sur se encuentra con el zoco de Medhat Pasha.
En el mercado se venden perfumes y especias, así como diversos tipos de dulces, productos, frutos secos y jabón (jabón de aceite de oliva y el famoso jabón de laurel sirio).